# راسموس والتر
راسموس والتر (بالدنماركية: Rasmus Walter Hansen)‏ هو مغني دنماركي، ولد في 5 فبراير 1978 في آرهوس في الدنمارك.

## وصلات خارجية
- راسموس والتر على موقع IMDb (الإنجليزية)
- راسموس والتر على موقع ميوزك برينز (الإنجليزية)
- راسموس والتر على موقع ديسكوغز (الإنجليزية)
- راسموس والتر على موقع ديسكوغز (الإنجليزية)